# Хрыпун, Евдокия Егоровна
Евдокия Егоровна Хрыпун (1921 год, Донецкая губерния, Украинская ССР — неизвестно, Луганская область, Украинская ССР) — рабочая Гонийского совхоза имени Берия Батумского района, Аджарская АССР, Грузинская ССР. Герой Социалистического Труда (1949).

## Биография
Родилась в 1921 году в одном из сельских населённых пунктов Донецкой губернии. После окончания сельской школы трудилась в сельском хозяйстве. В послевоенное время — рабочая лимономандаринового совхоза имени Берия Батумского района с усадьбой в селе Гонио.
В 1948 году собрала в среднем с каждого дерева по 469 лимонов с 250 плодоносящих лимонных деревьев. Указом Президиума Верховного Совета СССР от 5 июля 1949 года удостоена звания Героя Социалистического Труда за «получение высоких урожаев сортового зелёного чайного листа и цитрусовых плодов в 1948 году» с вручением ордена Ленина и золотой медали «Серп и Молот» (№ 4058).
Этим же указом званием Героя Социалистического Труда были награждены труженицы совхоза имени Берия Валентина Семёновна Евстафиева и Евдокия Степановна Максимова.
После выхода на пенсию проживала в селе Гонио Батумского района. В 1988 году возвратилась на Украину. Проживала в Луганской области. Дата смерти не установлена.